# SS William A. Irvin
Le SS William A. Irvin est un cargo lacustre, portant le nom de William A. Irvin (en), qui a navigué comme vraquier sur les Grands Lacs dans le cadre de la flotte de l'U.S. Steel. Il était le navire amiral de la flotte de la compagnie depuis son lancement durant la Grande Dépression de 1938 jusqu'en 1975, puis était un cheval de bataille général de la flotte jusqu'à sa retraite en 1978.
Le navire a été remis à neuf et est amarré à Duluth dans le Minnesota, en tant que navire-musée. Le SS William A. Irvin est un exemple bien entretenu de laquier classique et un excellent exemple de pont droit, car il n'a pas de système d'auto-déchargement.
Le navire a été inscrit au registre national des lieux historiques le 13 juillet 1989 pour son importance au niveau de l'État dans les thèmes de l'ingénierie, de l'histoire maritime et des transports. Il a été nommé pour son rôle dans le commerce maritime des Grands Lacs et pour ses caractéristiques de conception innovantes.
Le navire a une course nommée en son honneur. Chaque année depuis 1994, lors du week-end du Grandma's Marathon (en), près de 2.000 coureurs s'affrontent dans le William A. Irvin 5K, qui commence et se termine à la coque rouge emblématique du navire.

## Historique
Le SS William A. Irvin a été lancé le 21 novembre 1937 sur les chantiers de l'American Ship Building Company à Lorain dans l'Ohio. Son voyage inaugural a commencé le 25 juin 1938 après s'être équipé à Lorain. William A. Irvin était le premier d'une classe de quatre navires, dont le Governor Miller, John Hulst, et Ralph H. Watson ; chacun coûtant environ 1,3 million de dollars US.
Le navire a été baptisé par l'épouse de William Irvin, Gertrude Irvin. Elle et ses trois sœurs ont incorporé de nombreuses caractéristiques technologiques dans leur conception et se sont révélées d'excellentes travailleuses. William A. Irvin a également transporté de nombreux invités de l'entreprise dans le luxe exceptionnel du bateau pour le compte de U.S. Steel. Il a navigué pour la Pittsburgh Steamship Division de US Steel pendant toute sa carrière. Il est l'un des rares navires des Grands Lacs à avoir été retiré du service en détenant encore un dossier de cargaison sur les Grands Lacs. 
William A. Irvin a passé huit ans à West Duluth jusqu'à ce que le Duluth Entertainment Convention Center (en) l'achète pour 110.000 $ pour un ajout à son centre de congrès le long du front de mer de Duluth. Il a été repeint avant d'être dirigé vers son dernier quai près du Aerial Lift Bridge.
Il a été déplacé en septembre 2018 de l'autre côté de la baie vers Fraser Shipyards à Superior, dans le Wisconsin, tandis que des travaux environnementaux étaient effectués à Duluth. Le 1er août 2019, il a été placé en cale sèche pour peindre et réparer les parties de sa coque normalement sous la ligne de flottaison.
Il a été remorqué à travers le port le 16 octobre 2019 et est rentré chez lui derrière le Minnesota Slip Bridge.